# Steilshoop
Steilshoop (ídem en baix alemany) és un nucli del districte de Wandsbek a la ciutat estat d‘Hamburg a Alemanya. A la fi de 2010 tenia 19.343 habitants a una superfície de 2,5 km².

## Història

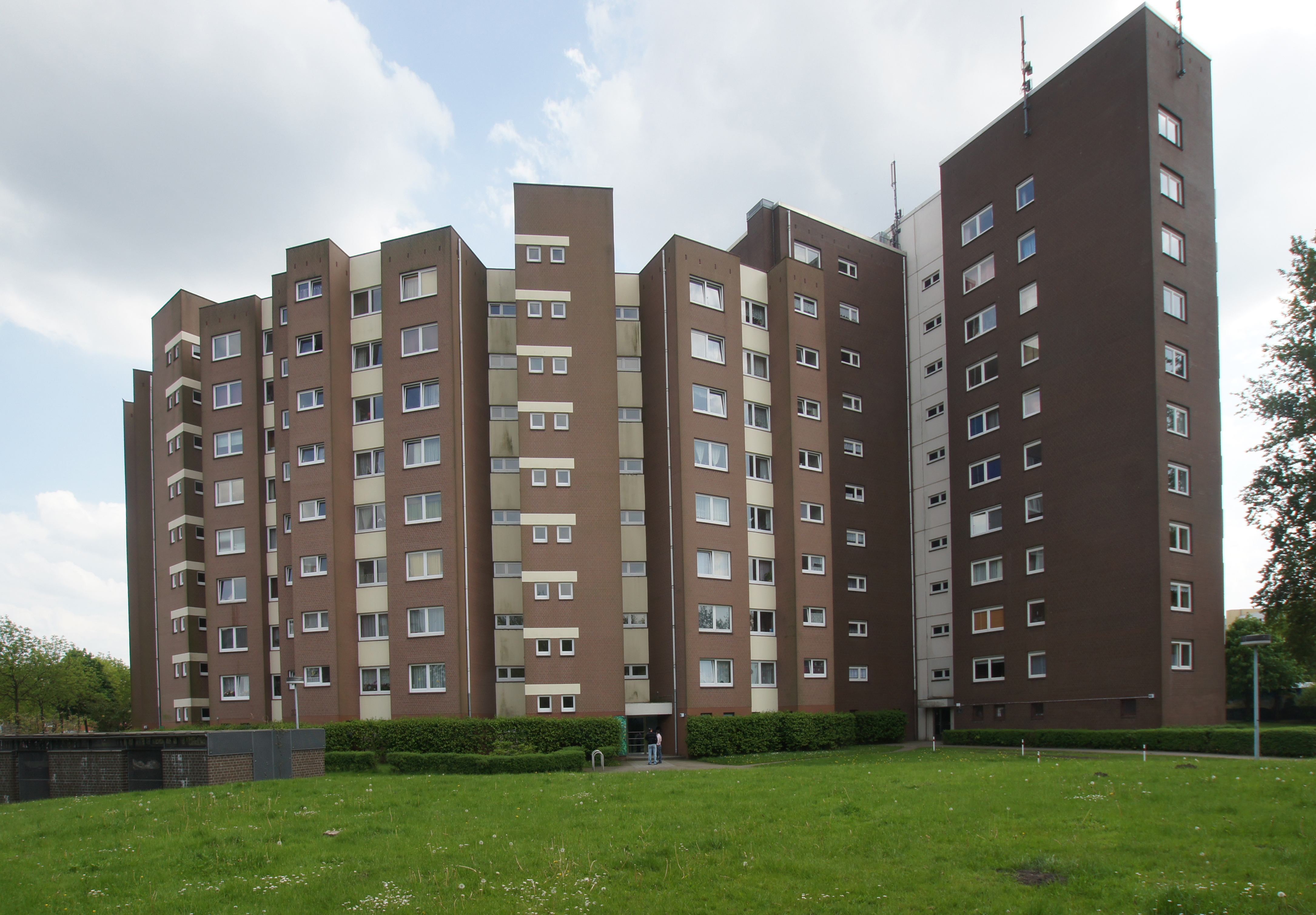
El carrer Borchert-Ring

El primer esment escrit Steyleshop data del 1347. L'etimologia del nom és incerta. Una primera teoria parla d'un mas (hoop) prop d'un vessant abrupte (steil) el que no correspon gaire al relleu del nucli del poble antic. Una altra interpretació proposa el sufix hoop i Steil, una derivació del nom del primer masover  Steygel.

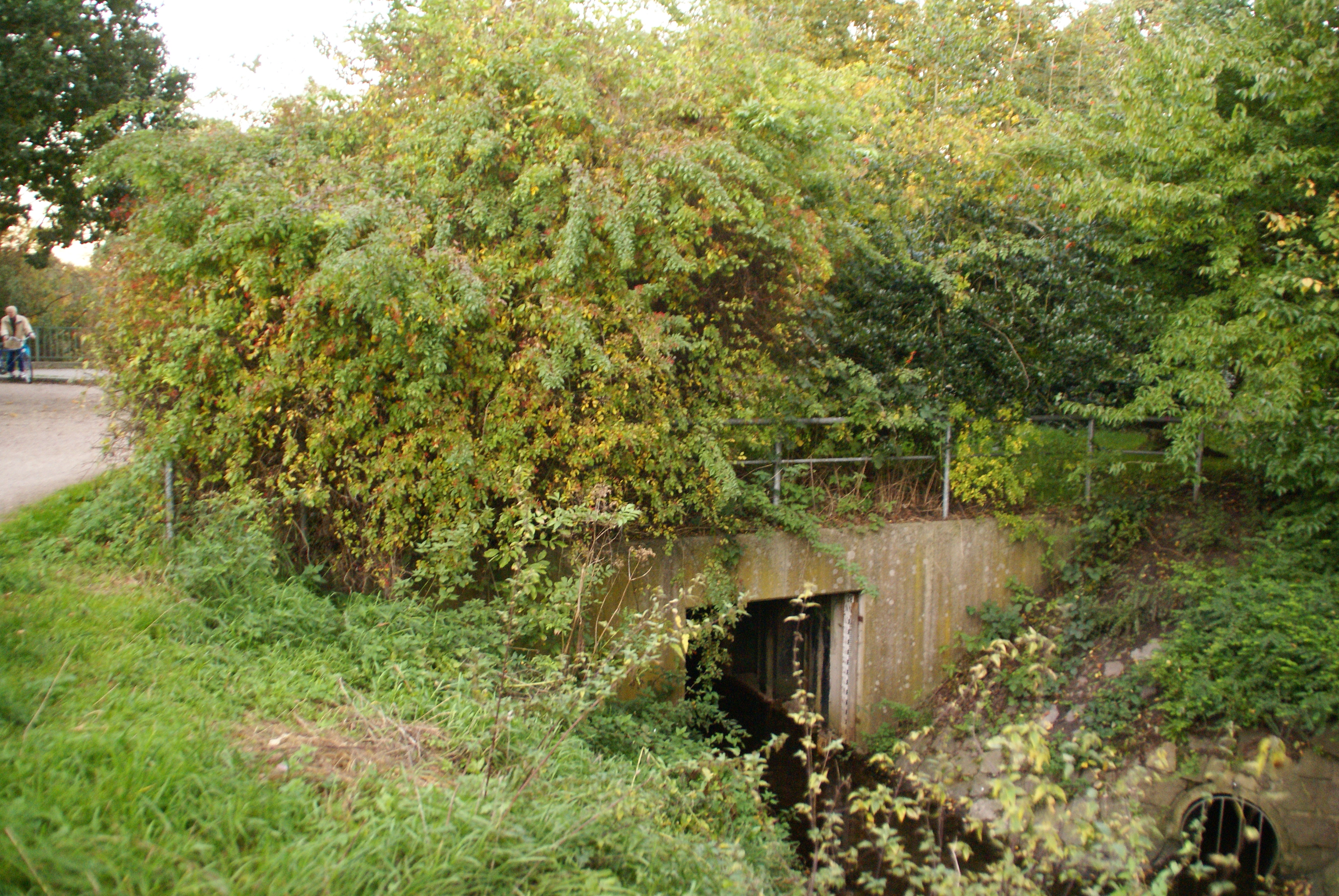
La font del Seebek davall del llac Bramfelder See

El 1347 el comte Joan de Holstein i de Stormarn a la nissaga del conseller hamburguès Daniel von Bergen. Després el poble d'uns pocs masos i només 27 habitants el 1775 a l'amt de Trittau i el ducat de Holstein. El 1870 sempre comptava amb tres masos, no gaire més que cinc segles abans. La població va començar a créixer a la fi del segle xix quan l'horticultura va desenvolupar-se, després de l'expulsió dels horticultors d'Hammerbrook, on es van construir pisos pels obrers portuaris expulsat de Grasbrook per causa de l'eixample del port d'Hamburg. Després van arribar les colònies dels jardins populars, parcel·les llogades a baix preu a famílies obreres per cultivar els seus hortets i cultivar la seva verdura sana. La situació era menys idíl·lica que la teoria, com que el proletariat s'hi instal·lava de manera permanent per tal d'aprofitar les despeses d'escolaritat molt més baixes a Slesvig-Holstein que a Hamburg. La primera església luterana va inaugurar-se el 1907.
Després de la Segona Guerra Mundial, les casetes a l'hort van convertir-se en cases provisionals per als hamburguesos que van perdre la llar als bombardejos de l'Operació Gomorra. Als anys 1950 es va concebre el pla de construir una ciutat nova, segons el model dels New Towns anglesos. La realització era difícil, a causa de la gran quantitat de petites parcel·les, totes habitades. Segons la llei, s'havia de fornir habitatge alternatiu abans de poder expropiar. L'obra va començar finalment el 14 de juliol de 1969 i els primers habitants nous van instal·lar-se al carrer Fritz-Flinte-Ring el 1971. L'estil brutalista no convenç tothom, però als rings, carrers circulars a l'entorn d'un jardí públic llarg, la qualitat de vida està superior a l'estètica dels edificis. El barri al qual cohabiten més de treinta nacionalitats i llengües va trobar una convivència que sembla funcionar, sense caure en conflictes de xenofòbia habituals a molts d'urbanitzacions semblants.

## Economia
És principalment un barri-dormitori i un centre important d'escoles. El centre de formació Bildungszentrum Steilshoop accull cada dia uns 2000 estudiants i aprenents. Un projecte de desenclavar el barri en connectar-lo a la xarxa del metro o per un tramvia una promesa repetida i menjada va ser anul·lada definitivament per l'aleshores primer burgmestre Olaf Scholz, mogut per a una obssessió automobilística, el 2011.

## Llocs d'interès
- Braamfelder See
- El patis llargs a l'entorn dels rings

## Galeria

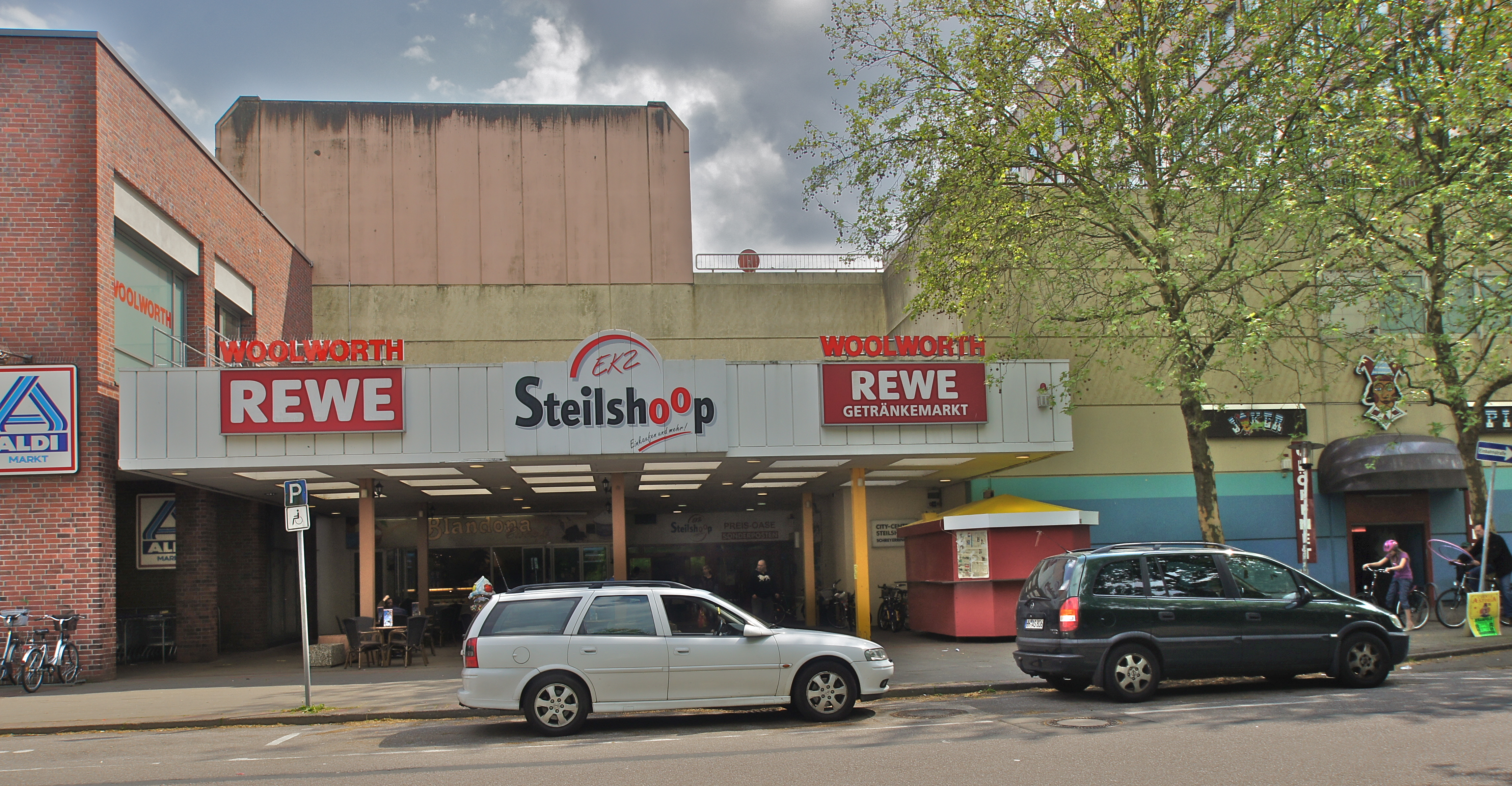
Entrada del centre comercial
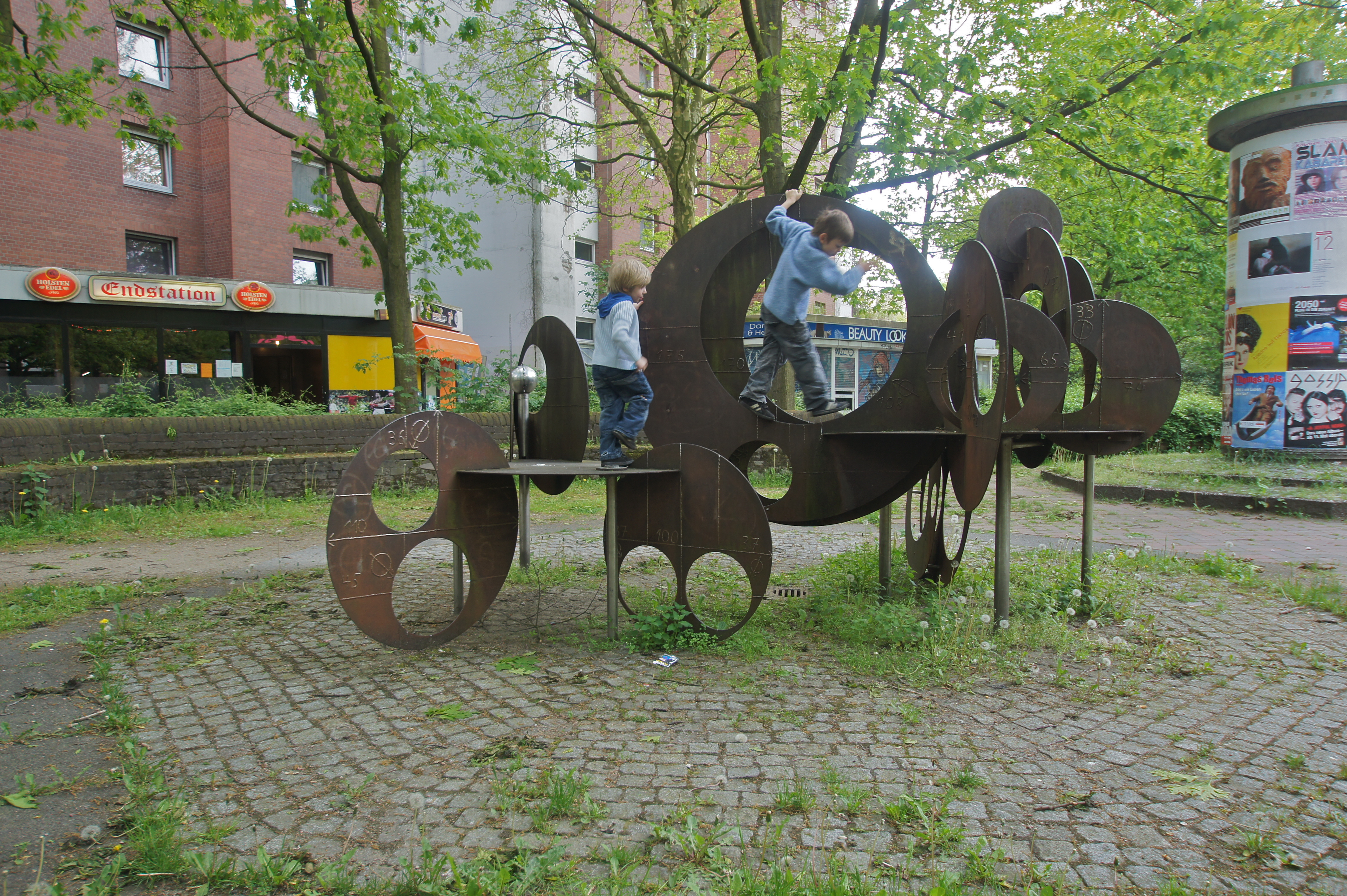
Bar «Estació terminal» (Endstation)
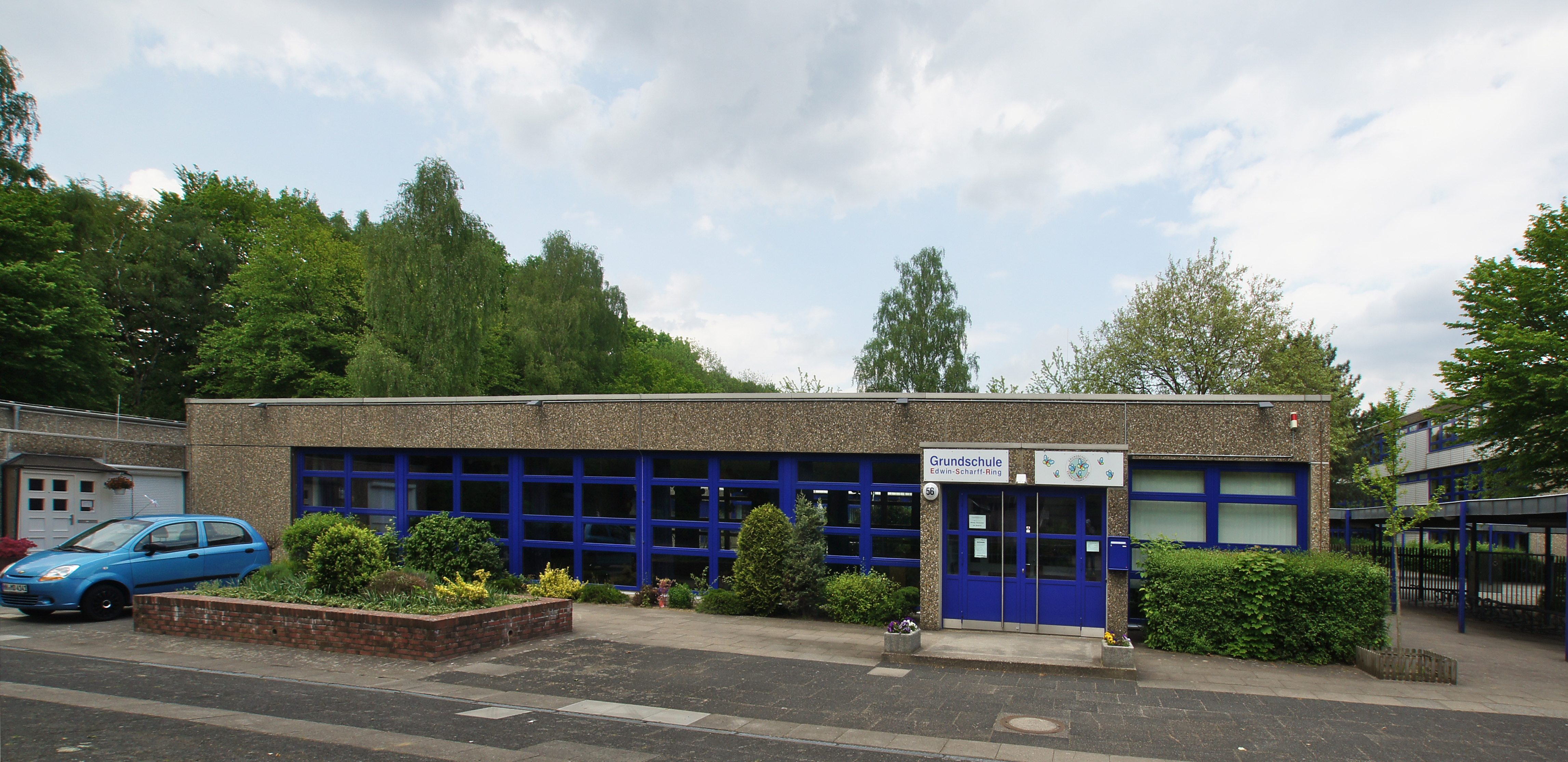
Escola elemental
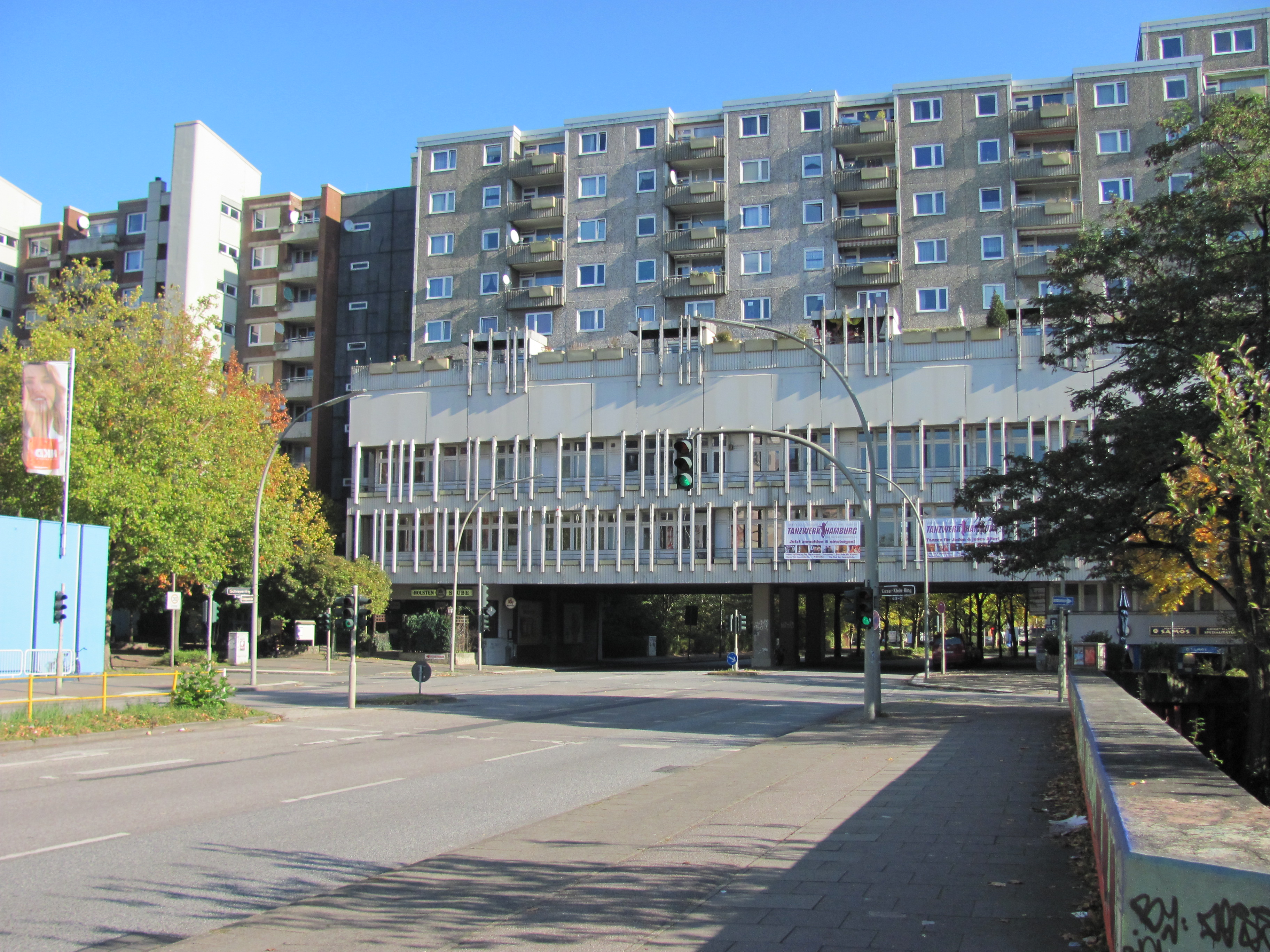
El «Penyal dels simis» (Affenfelsen)
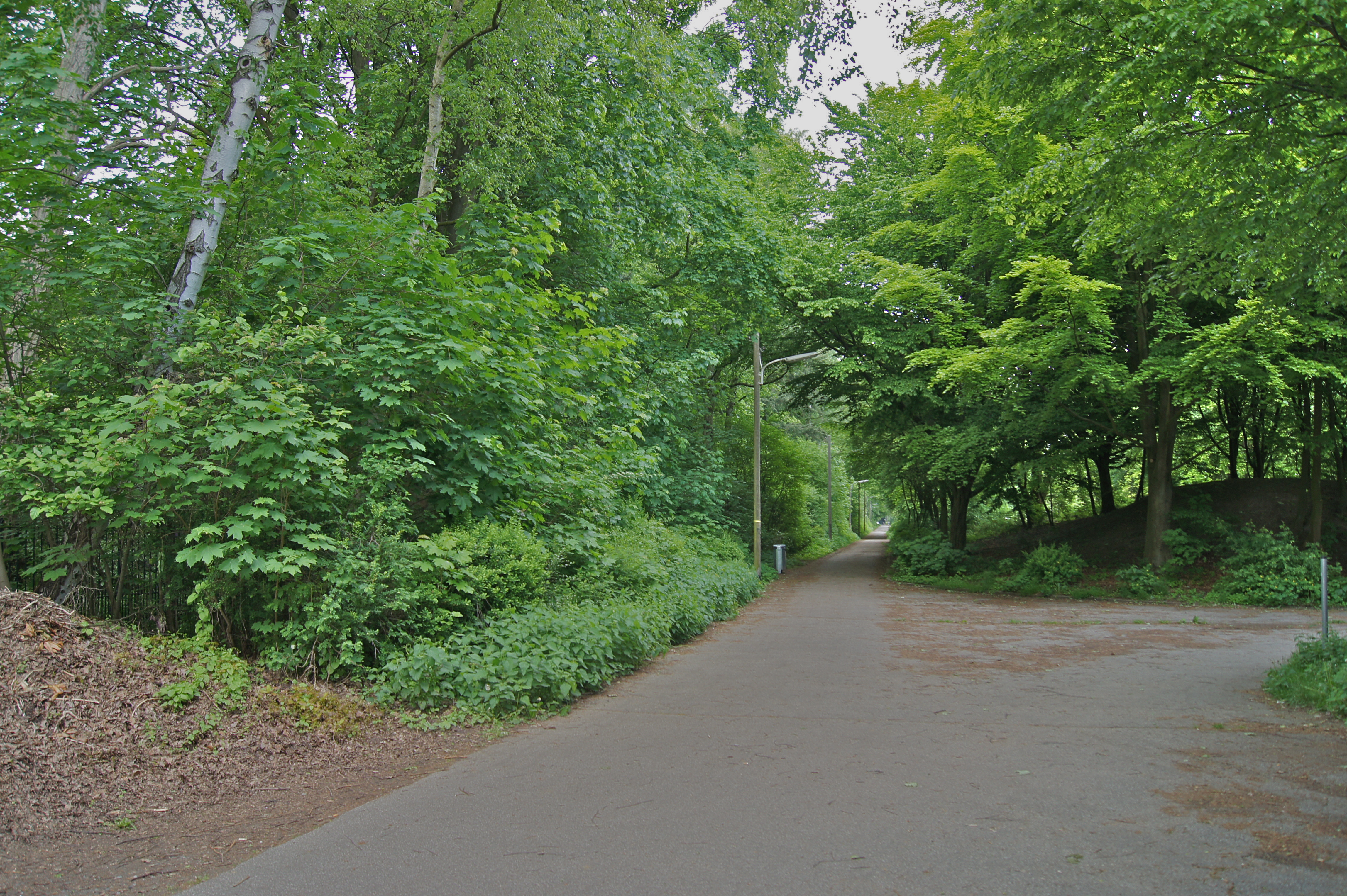
Carrer Eichenlohweg a la frontera amb el Cementiri d'Ohlsdorf
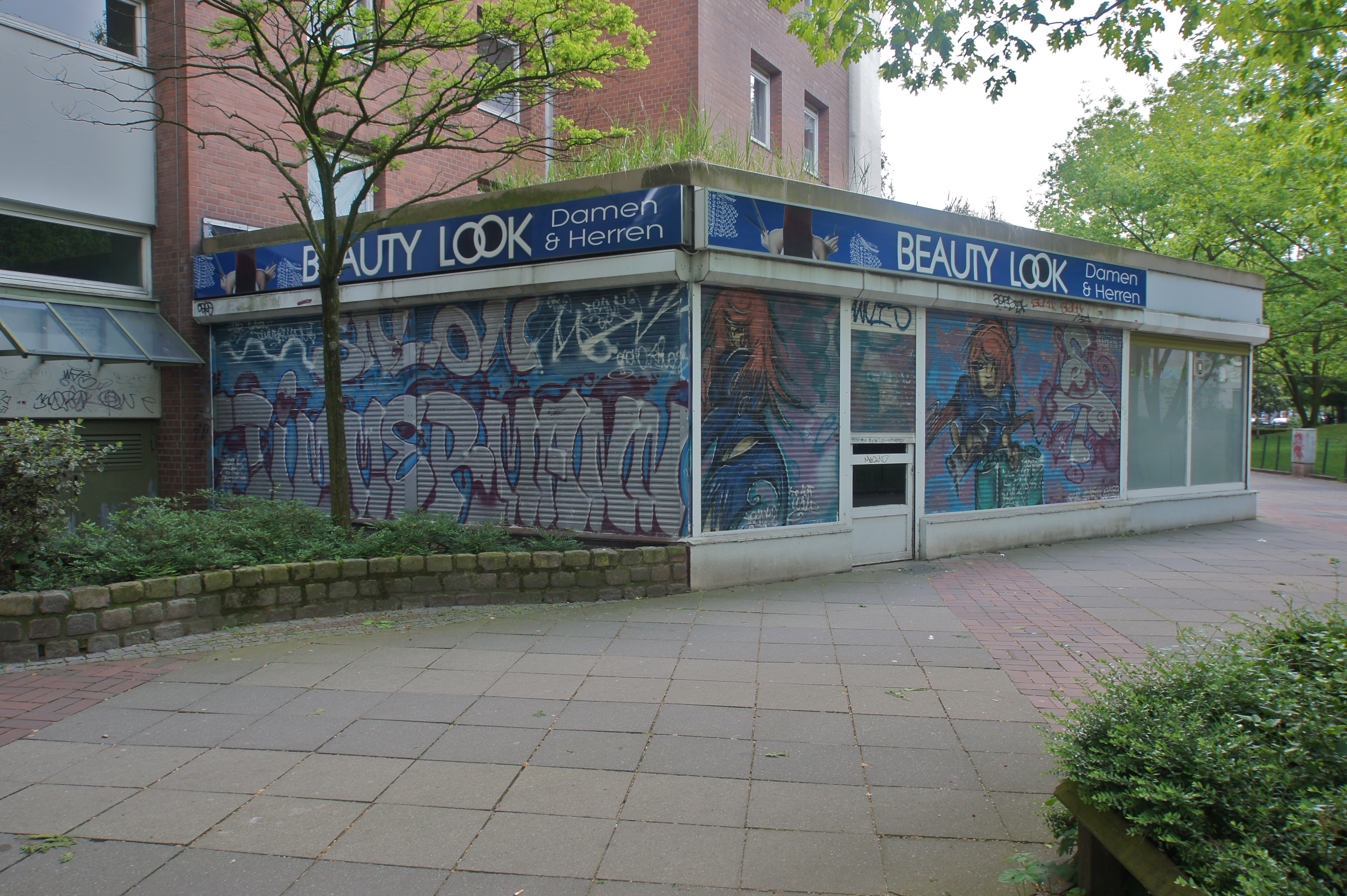
El Beauty Look
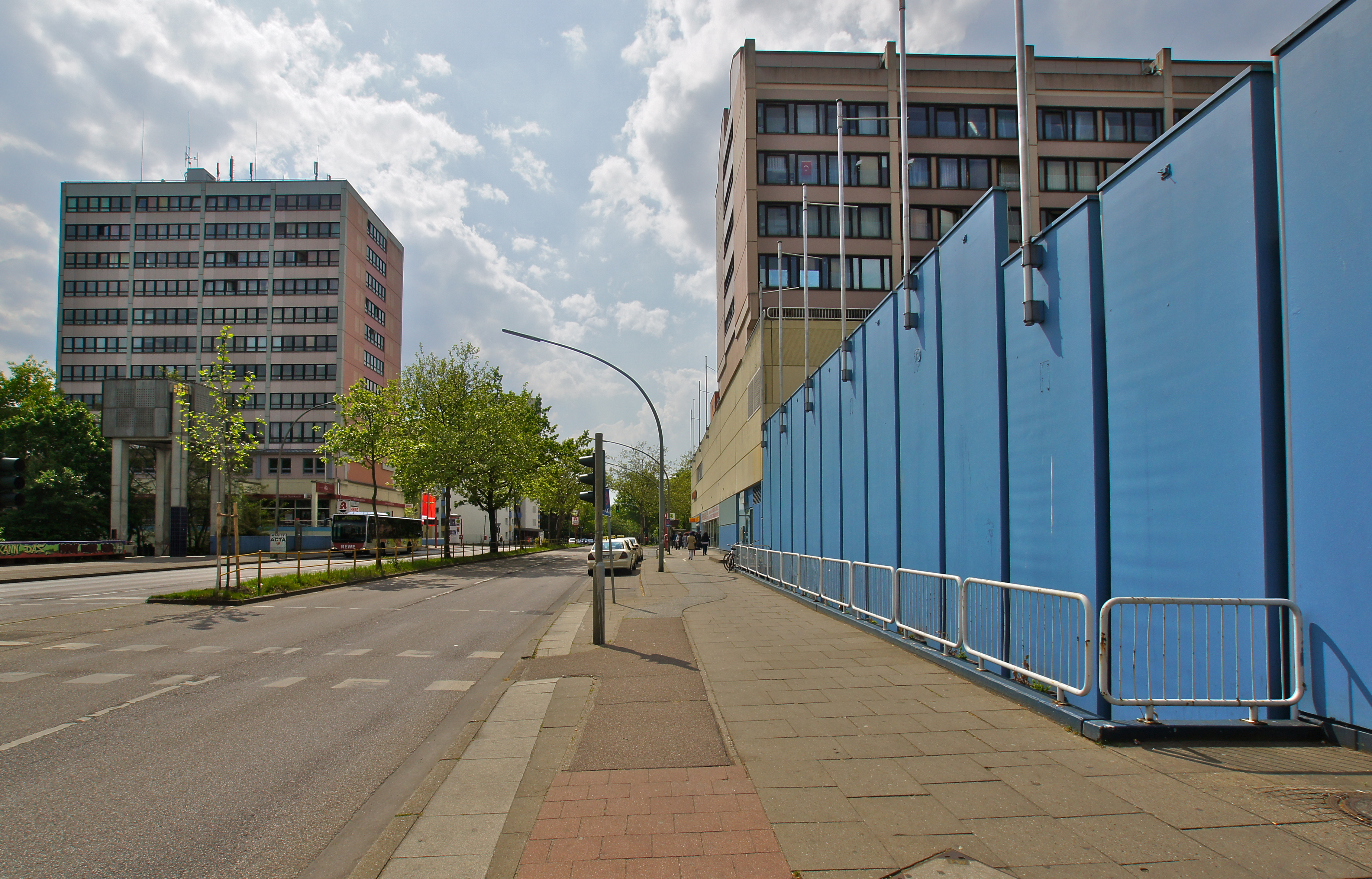
Centre comercial del costat meridional
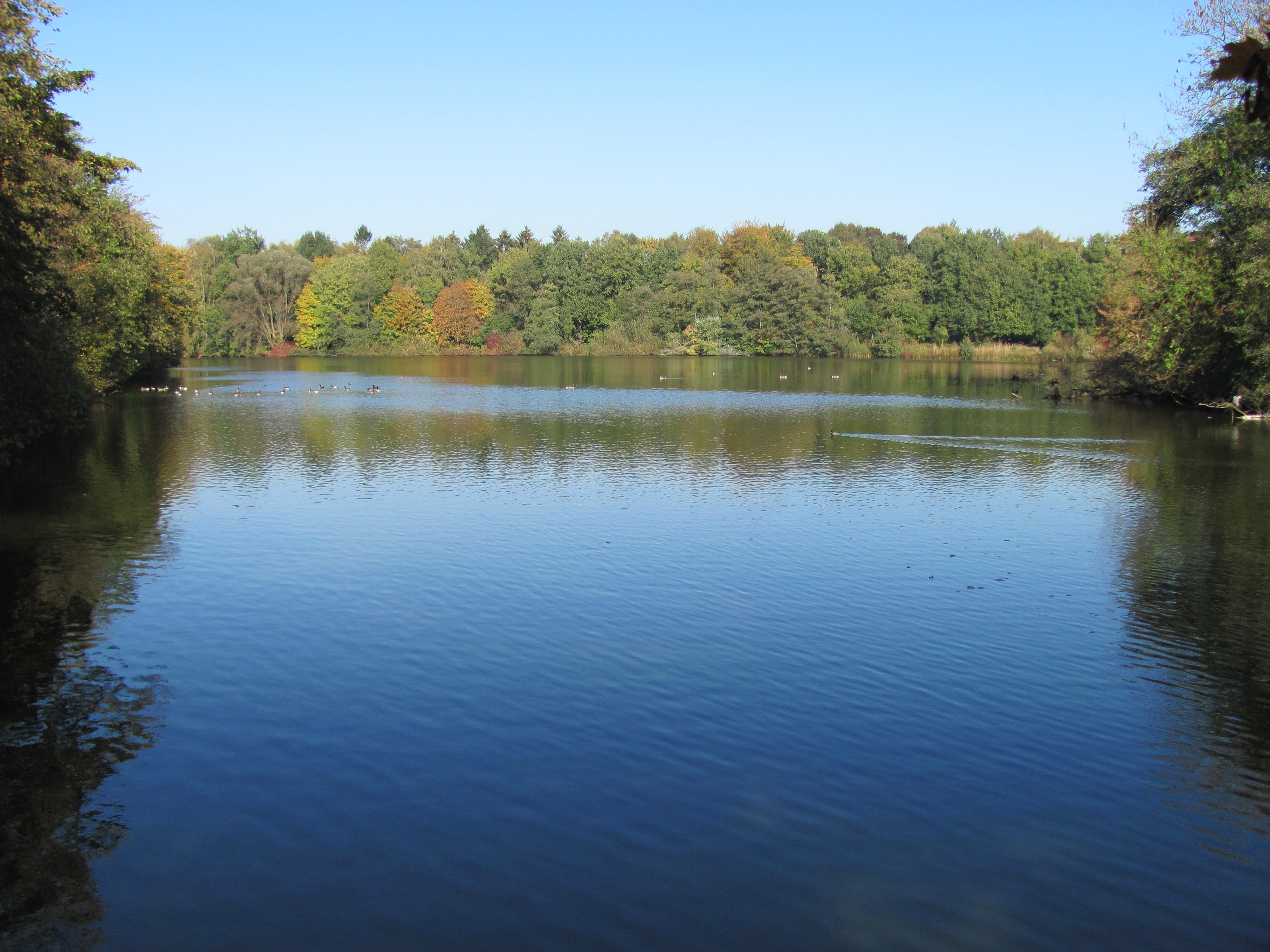
El llac Braamfelder See